# جيانكارلو بريفياتو
جيانكارلو بريفياتو (بالبرتغالية: Giancarlo Israel Previato‏) هو لاعب كرة قدم برازيلي في مركز الوسط، ولد في 14 مايو 1993 في ريبيراو بريتو في البرازيل. لعب مع جمعية بورتوغيزا الرياضية ونادي دوردوي بيشكك ونادي ريو برانكو.

## وصلات خارجية
- جيانكارلو بريفياتو على موقع قاعدة بيانات كرة القدم.إي يو (الإنجليزية)
- جيانكارلو بريفياتو على موقع Soccerway.com (الإنجليزية)